# Канейдиън
Канейдиън (на английски: Canadian River) е река в южната централна част на САЩ, десен приток на Арканзас (от басейна на Мисисипи), протичаща през щатите Колорадо, Ню Мексико, Тексас и Оклахома. Дължината ѝ е 1458 km, а площта на водосборния басейн – 123 220 km².
Река Канейдиан води началото си на 2938 m н.в. от източния склон на хребета Сангре де Кристо (съставна част на Скалистите планини) в най-южната част на щата Колорадо, в окръг Лас Анимас. Първите няколко километра тече през щата Колорадо, след което навлиза на територията на щата Ню Мексико. В района на град Ратън излиза от планината и продължава на юг покрай източното подножие на хребета Сангре де Кристо. След изтичането си от язовира „Кончас“ завива на изток и запазва това направление до устието си, като тече през Големите и Централните равнини в широка и плитка долина. Тук тя става типична равнинна река с ниски брегове, бавно и спокойно течение. Влива се отдясно в река Арканзас (десен приток на Мисисипи) на 139 m н.в. в окръг Хаскъл, в източната част на щата оклахома.
Водосборният басейн на река Канейдиън е с площ от 123 220 km² (28% от водосборния басейн на Арканзас). На север водосборният басейн на река Канейдиън граничи с водосборния басейн на река Симарън (десен приток на Арканзас), на юг – с водосборния басейн на река Ред Ривър (десен приток на Мисисипи), а на запад – с водосборния басейн на река Рио Гранде. Основните ѝ притоци са леви – Литъл Ривър (140 km) и Норд Канейдиън (710 km).
Подхранването на река Канейдиън е смесено – дъждовно-снежно. Нейното пълноводие е през пролетта, а през лятото оттокът ѝ значително намалява, но често се случват епизодични прииждания в резултат от поройни дъждове във водосборният ѝ басейн. Средният годишен отток в долното ѝ течение е 182,2 m³/s, минималният – 10,1 m³/s, максималният – 8000 m³/s.
Водите на реката широко се използват за напояване, като за тази цел по течението ѝ са изградени няколко предимно малки язовира: „Кончас“, „Ют“ (в Ню Мексико); „Мередит“ (в Тексас); „Юфала“ (най-голям, в Оклахома).
Най-големите селища по нейното течение са градовете: Тукумкари (в Ню Мексико); Талога, Норман (в Оклахома).